# Singapur na Letnich Igrzyskach Olimpijskich 1996
Singapur na Letnich Igrzyskach Olimpijskich 1996 reprezentowało 14 zawodników: dziewięciu  mężczyzn i pięć kobiet. Był to 11 start reprezentacji Singapuru na letnich igrzyskach olimpijskich.

## Skład kadry

### Badminton
Kobiety
- Zarinah Abdullah - gra pojedyncza - 17. miejsce,

### Lekkoatletyka
Kobiety
- Yvonne Danson - maraton - 38. miejsce,

Mężczyźni
- Wong Yew Tong - skok wzwyż - nie został sklasyfikowany (nie zaliczył żadnej wysokości),

### Pływanie
Kobiety
- Joscelin Yeo
  - 50 m stylem dowolnym - 44. miejsce,
  - 100 m stylem dowolnym - 41. miejsce,
  - 200 m stylem dowolnym - 39. miejsce,
  - 100 m stylem klasycznym - 40. miejsce,
  - 100 m stylem motylkowym - 24. miejsce,
  - 200 m stylem zmiennym - 32. miejsce,

Mężczyźni
- Sng Ju Wei
  - 50 m stylem dowolnym - 58. miejsce,
  - 100 m stylem dowolnym - 57. miejsce,
  - 200 m stylem dowolnym - 37. miejsce,
  - 400 m stylem dowolnym - 33. miejsce,
- Gerald Koh, Desmond Koh, Sng Ju Wei, PJ Thum
  - sztafeta 4 x 200 m stylem dowolnym - 14. miejsce,
  - sztafeta 4 x 100 m stylem zmiennym - 23. miejsce,
- Gerald Koh
  - 100 m stylem grzbietowym - 46. miejsce,
  - 200 m stylem grzbietowym - 36. miejsce,
  - 200 m stylem zmiennym - 34. miejsce,
- Desmond Koh
  - 100 m stylem klasycznym - 40. miejsce,
  - 200 m stylem zmiennym - 32. miejsce,
  - 400 m stylem zmiennym - 26. miejsce,
- PJ Thum
  - 100 m stylem motylkowym - 53. miejsce,
  - 200 m stylem motylkowym - 41. miejsce,

### Strzelectwo
Mężczyźni
- Lee Wung Yew - trap - 20. miejsce,

### Tenis stołowy
Kobiety
- Jing Jun Hong - gra pojedyncza - 9. miejsce